# Айрік
Айрік — радянський художній фільм 1972 року, знятий на кіностудії «Вірменфільм».

## Сюжет
У велику і неспокійну родину робітника Овсепа Манусяна приїжджає з села його батько — старий Погос. Дію картини зосереджено в основному на подіях, що відбуваються всередині цього сімейства — смішних і сумних, значних і малозначних, радісних і сумних.

## У ролях
- Фрунзик Мкртчян — Овсеп, батько (дублює Армен Джигарханян)
- Азат Шеренц — дід Погос Манукян (дублює Василь Щолоков)
- Вардуї Вардересян — Нвард, дружина Овсепа (дублює Ольга Маркіна)
- Грачья Костанян — Левон (дублює Сергій Малишевський)
- Гамлет Даллакян — Арно (дублює Родіон Нахапетов)
- Ашот Мелікджанян — Меружан (дублює Станислав Захаров)
- Шаке Тухманян — Люсіне (дублює Наталія Ричагова)
- Саркіс Чрчян — Карапет (дублює Ігор Ясулович)
- Ашот Нікогосян — Рубік (дублює Броніслава Захарова)
- Карина Сукіасян-Кочарян — Майя (дублює Ольга Кобелєва)
- Юрій Каюров — Семен Семенович
- Армен Хандикян — Андрік (дублює Євген Карельських)
- Гаяна Мкртчян — дівчина (дублює Ольга Григор'єва)
- Рафаель Сароян — дядько Гриша

## Знімальна група
- Режисер — Генріх Малян
- Сценарист — Агасій Айвазян
- Оператор — Карен Месян
- Композитор — Роберт Амірханян
- Художник — Михайло Аракелян